# Verpressanker

Stab-Verpressanker in einer Stahlspundwand

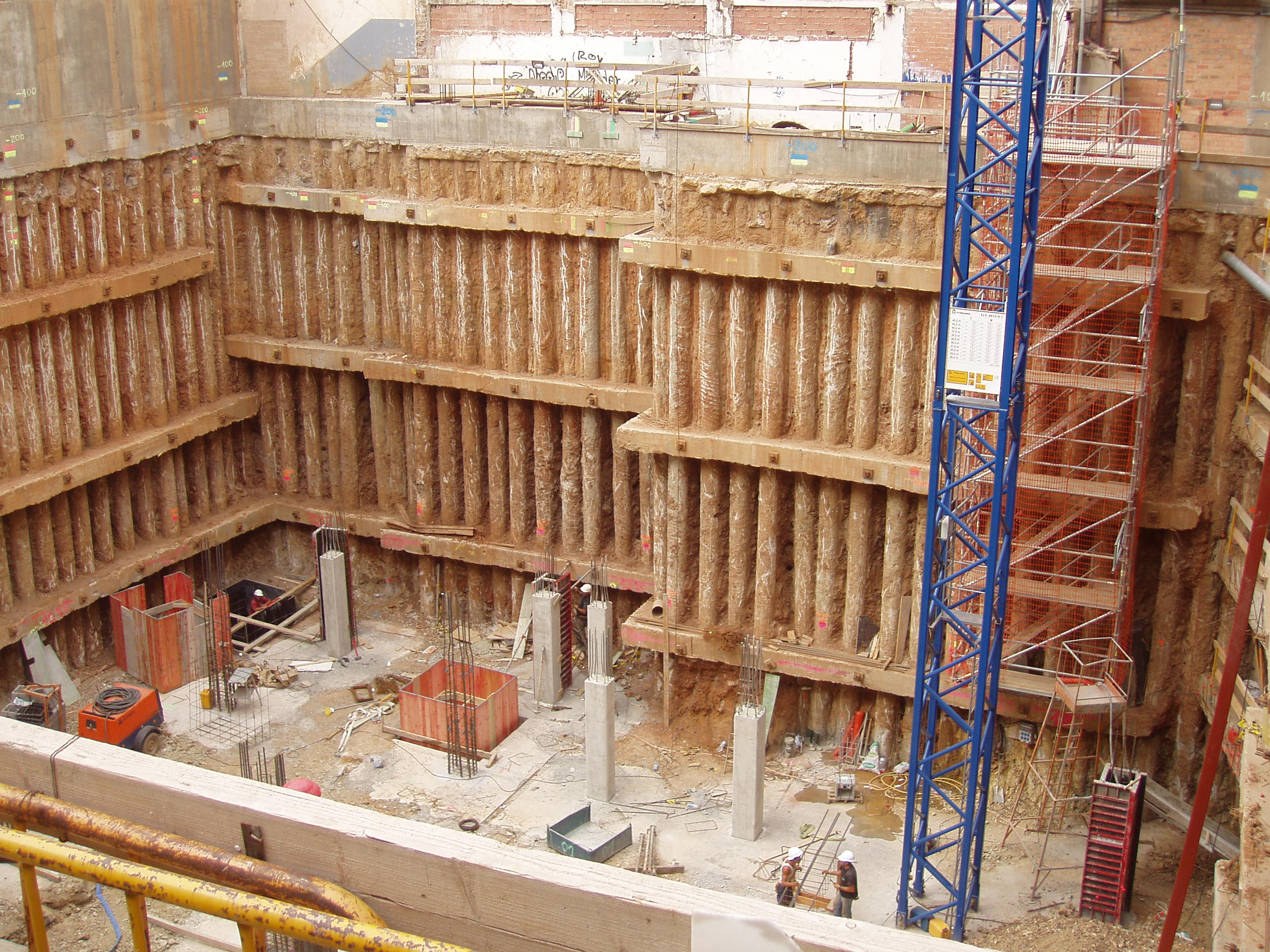
3-fach rückverankerte Bohrpfahlwand mit Querriegel

Ein Verpressanker, auch als vorgespannter Anker bezeichnet, ist ein Einbauelement, das eine aufgebrachte Zugkraft auf eine tragfähige Schicht im Baugrund überträgt. Er besteht aus einem stählernen Zugglied (Anker), das in einem Bohrloch eingebaut ist. Die Besonderheit bei einem Verpressanker besteht darin, dass dieser an einem Ende durch eingepressten Zementmörtel, den Verpresskörper, im Baugrund verankert wird. Am anderen Ende wird der Anker über den Ankerkopf vorgespannt, welcher von der zu verankernden Konstruktion gehalten wird. Es wird also eine Zugkraft in das Zugglied eingeleitet und so die zu verankernde Konstruktion in einer bestimmten Lage gegenüber dem Baugrund fixiert.
Verpressanker werden bei Boden und Fels verwendet. Im Spezialtiefbau dienen sie beispielsweise zur rückwärtigen Abstützung von Baugruben und zur Sicherung von Bodenplatten gegen Auftrieb durch das Grundwasser.

## Geschichte
Im Fels vorgespannte Verpressanker wurden erstmals 1934 beim Talsperrenbau in Algerien angewendet.
Verpressanker für Lockerböden wurden Ende der 1950er Jahre zur Rückverankerung großer und tiefer Baugrubenwände unter anderem durch Karlheinz Bauer entwickelt. Erstmals eingesetzt wurden sie 1958 in München in einer Baugrube für ein Gebäude des Bayerischen Rundfunks. Ursprünglich sollte die Bohrpfahlwand der Baugrube mit Stahlstäben in parallel dazu hergestellten Brunnenschächten verankert werden. Die ausführende Firma hatte aber Probleme, die Brunnen zu treffen. Bauer ließ daraufhin die Anker direkt im Kiesboden einbetonieren. Mit diesem 1958 von Bauer zum Patent angemeldeten Bauverfahren des Zugankers zur Verankerung von Bauteilen im Erdreich konnten Baugruben ohne die bis dahin notwendige Aussteifung mit Hilfe von Baumstämmen oder Stahlstreben hergestellt werden. Dadurch entfiel die Behinderung bei den Bauarbeiten und es wurde möglich, Baugrubenwände, ein- oder mehrlagig rückverankert, herzustellen.
Eines der bekannten Einsatzbeispiele stellt die Rückverankerung der Fundamente des Zeltdaches des Olympiaparks in München dar.

## Merkmale

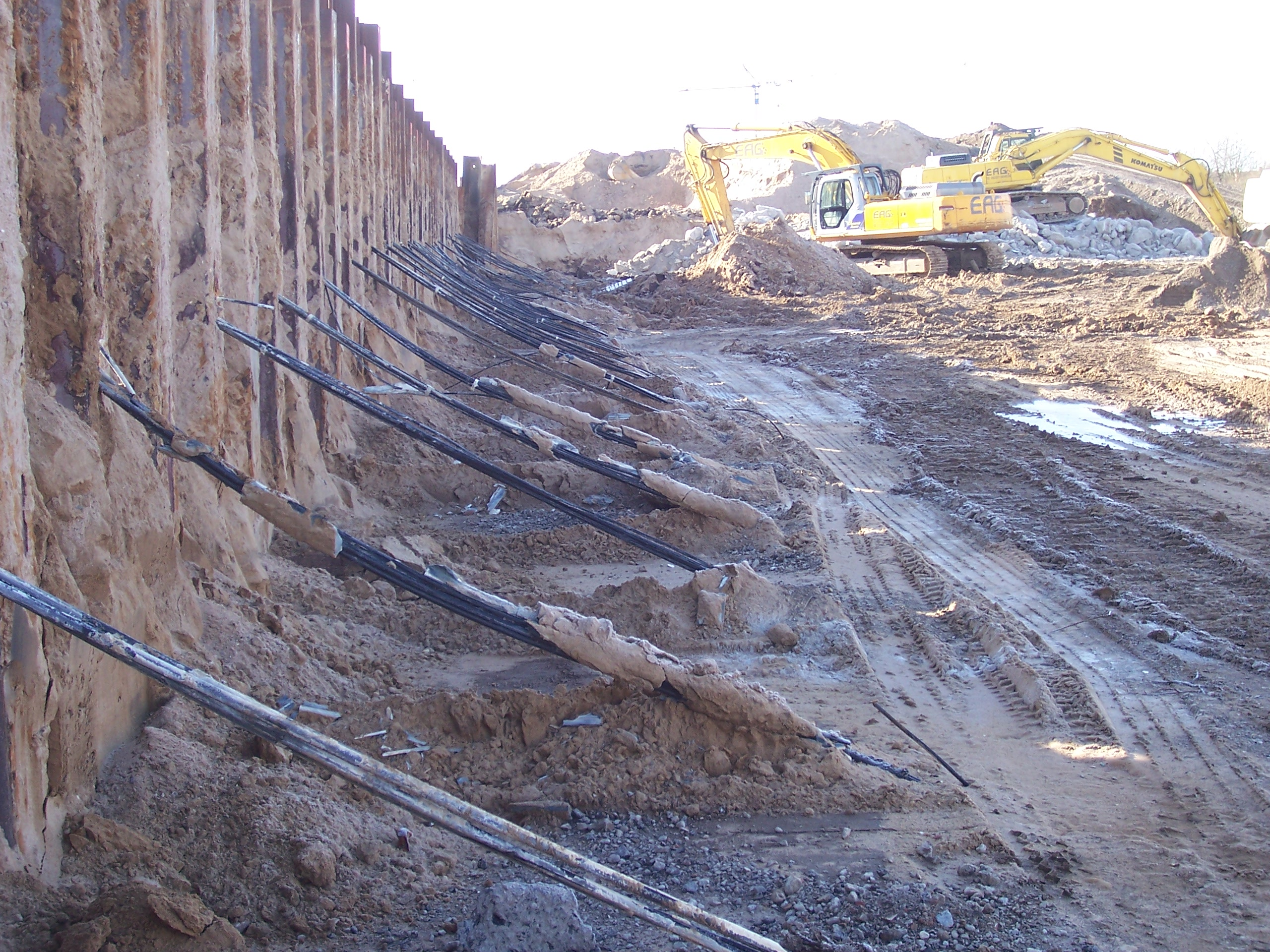
Freigelegtes Zugglied außerhalb des Verpresskörpers

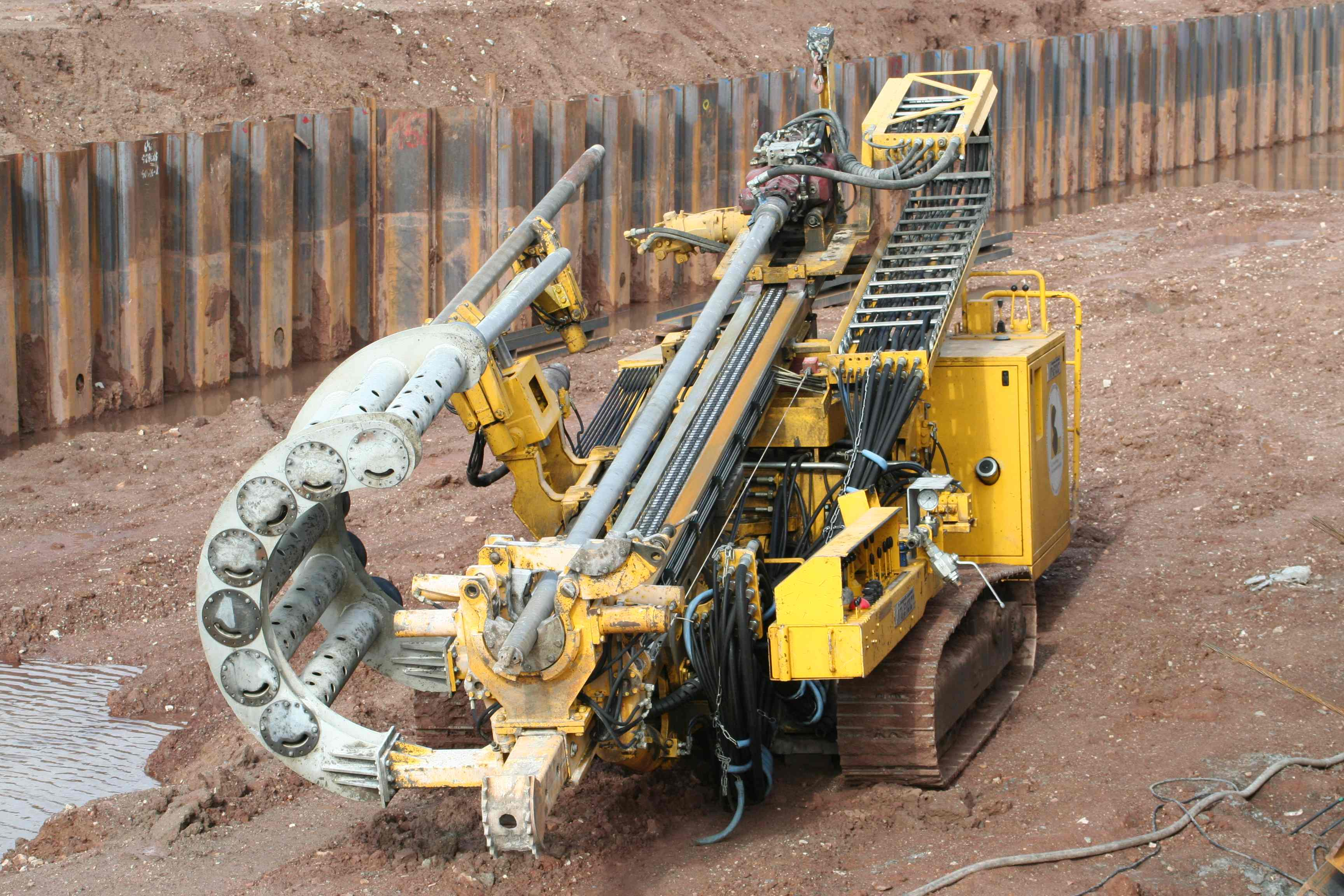
Ankerbohrgerät mit Gestängemagazin für Verpressanker

Ein herkömmlicher Verpressanker besteht aus
- dem Ankerkopf
- dem Zugglied, meist aus Spannstahl
- dem Verpresskörper um das Zuggliedende.

Über ein Spann- und Prüfsystem kann die jeweilige Krafteinbringung kontrolliert werden. Das Verfahren ist mittlerweile in Deutschland in der DIN EN 1537 technisch genormt und verschiedene Hersteller besitzen eine Allgemeine Bauaufsichtliche Zulassung für ihr Verfahren. Die Kraftübertragung in den Baugrund erfolgt über den Mantel des Verpresskörpers und ist auf die Verspannung des Verpresskörpers im Baugrund zurückzuführen.
Die Bauweise kennt
- Kurzzeitanker (bzw. temporäre Anker), die im Regelfall maximal zwei Jahre in Gebrauch sein dürfen.
- Daueranker (bzw. permanente Anker), die einer Verankerung mit einer Nutzungsdauer von mindestens 100 Jahren dienen. Sie müssen daher einen entsprechenden Korrosionsschutz haben. Außerdem ist oft eine permanente Überwachung der Kraft im Zugglied erforderlich.

Zur Auswahl stehen u. a. Litzen- und Stabanker.